# Allium moschatum
Allium moschatum L. – gatunek byliny należący do rodziny czosnkowatych (Allioideae Herbert). Występuje naturalnie na obszarze od Europy Środkowo-Wschodniej przez Europę Południową po północno-zachodnią część Turcji oraz na obszarze od gór Kaukaz aż po północno-zachodnią część Iranu. Kwitnie od lipca do września.

## Morfologia
CebulaMają jajowato-podłużny kształt. Warstwa zewnętrzna brązowa i włóknista.
ŁodygaChudy i sztywny głąbik dorasta do 8–30 cm wysokości.
LiściePosiada 3 liście.
KwiatyZebrane w luźne kwiatostany. Okwiat ma dzwonkowato-cylindryczny kształt. Płatki mają różową barwę.
OwoceTorebki.

## Biologia i ekologia
Preferuje stanowiska na suchym podłożu.